# Čakrásana

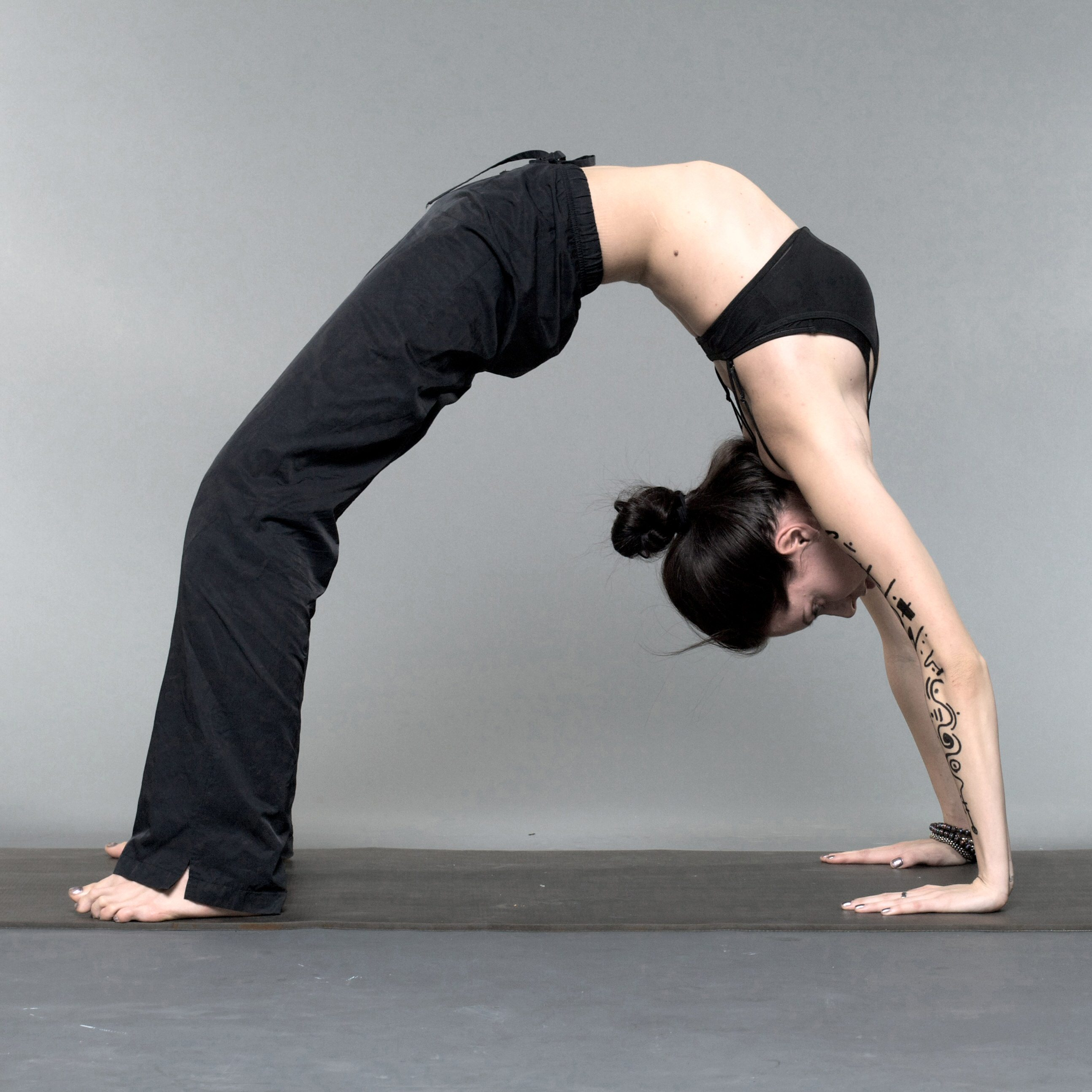
Čakrásana

Čakrásana (Chakrāsana, Kolo), nebo také Urdva Dhanurásana (Ūrdhvadhanurāsana, vzhůru směřující úklon) je ásana se záklonem a částí zakončení základní série Aštangy. Pozice dává velkou flexibilitu páteři. V akrobacii a gymnastice se nazývá most.

## Etymologie
Název pochází ze sanskrtského slova Čakra (चक्र, Čakra), což znamená "kolo", a Asana (आसन, Āsana), což znamená "držení těla" nebo "sídlo".

## Popis
V obecné formě ásany  má praktik ruce a nohy na podlaze a břicho v oblouku směrem k obloze. Do pozice se vstupuje z  polohy vleže na zádech nebo přes mírné záklony vleže. K pozici lze také vstupovat  z Tadásany (Hory) nebo tím, že se stojí zády ke zdi, ruce nad hlavou a ruka kráčí po stěně dolů směrem k podlaze. 

## Výhody
Pomáhá tónování a posílení svalů v zádech a lýtkách, zmírňuje  napětí a stres a pomáhá lidem sedící u stolu za počítačem.

## Galerie

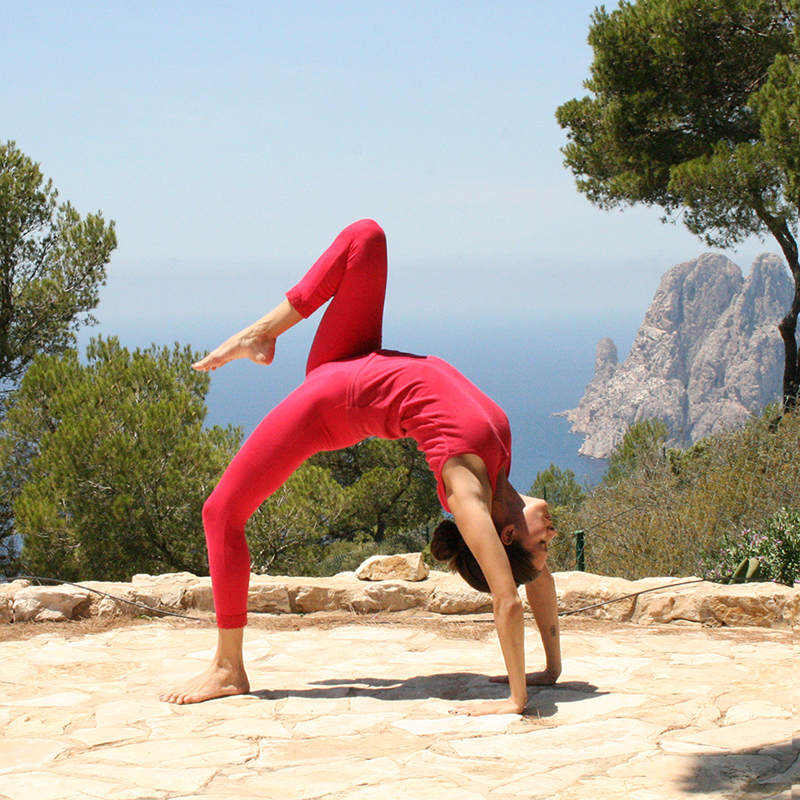
Variace Eka Pada čakrásana
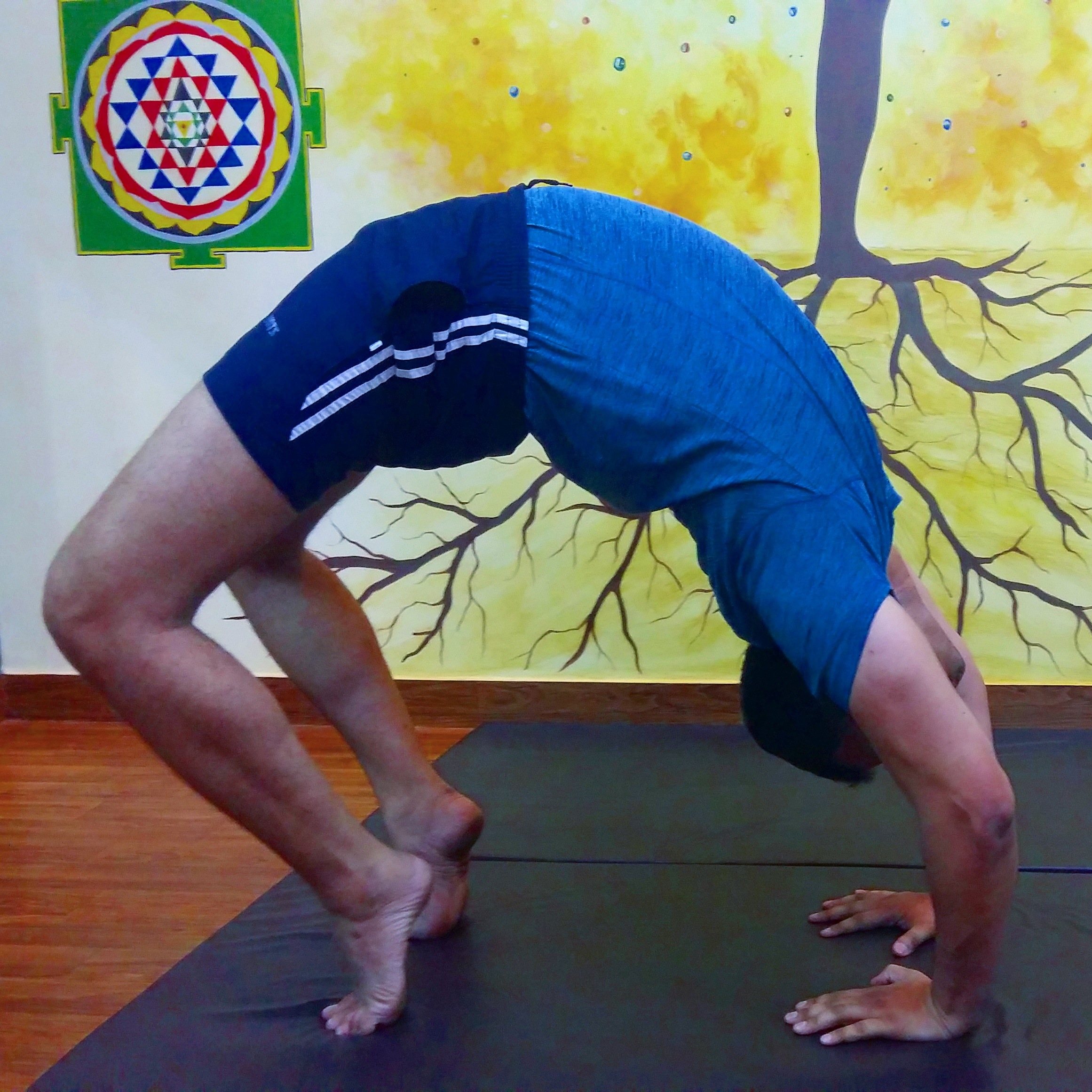
čakrásana varianta 2 (cvičí Sadhak Anshit)